# Inge Rassaerts
Inge Rassaerts, verheiratete Inge Rassaerts-Brammer (* 2. August 1934 in Wien) ist eine österreichische Schauspielerin und Hörspielsprecherin.

## Leben
Inge Rassaerts absolvierte ihre Schauspielausbildung am Max Reinhardt Seminar in Wien. Als Theaterschauspielerin stand sie auf zahlreichen Bühnen, wie beispielsweise am Düsseldorfer Schauspielhaus, an den Städtischen Bühnen Frankfurt, dem Münchner Volkstheater, dem Salzburger Straßentheater oder an der Komödie im Bayerischen Hof.
Rassaerts wirkte von 1959 bis zum Jahr 2021 als Schauspielerin vor der Kamera in mehreren Film- und Fernsehproduktionen mit.
Rassaerts war mit dem Schauspieler Dieter Brammer verheiratet. Aus der Ehe gingen zwei Kinder hervor, die Schauspieler Christiane Brammer und Philipp Brammer.

## Filmografie (Auswahl)
- 1959: Mädchen für die Mambo-Bar
- 1960: Die Firma Hesselbach (Fernsehserie, 3 Folgen)
- 1964: Doktor Murkes gesammeltes Schweigen
- 1968: Das Millionending
- 1975: Tatort: Die Abrechnung (Fernsehreihe)
- 1978–1989: Der Alte (Fernsehserie, 2 Folgen, verschiedene Rollen)
- 1989: SOKO München (Fernsehserie, 1 Folge)
- 1996: Kurklinik Rosenau (Fernsehserie, 1 Folge)
- 1997: Weißblaue Geschichten (Fernsehserie, 1 Folge)
- 2009: Aktenzeichen XY … ungelöst (Fernsehreihe, 1 Folge)

## Hörspiele (Auswahl)
- 1956: Otto Bielen: Ich bin kein Casanova. Lustspiel mit Musik (Viktoria) – Regie: Wilhelm Semmelroth (Hörspiel – WDR)
- 1962: Arthur Schnitzler: Spiel im Morgengrauen (Emilie Kessner) – Bearbeitung und Regie: Willy Trenk-Trebitsch (Hörspielbearbeitung – HR/DRS)
- 1962: Johann Nestroy: Der konfuse Zauberer oder Treue und Flatterhaftigkeit (Die Eifersucht) – Bearbeitung und Regie: Willi Trenk-Trebitsch (Hörspielbearbeitung – HR)
- 1979: Paul van der Hurk: Kriminaldokumentation ... (2. Folge: Das künstliche Auge des Gesetzes: – Die Fotografie im Dienste der Kriminalistik –) (Frau G.) – Regie: Peter M. Preissler (Original-Hörspiel, Kriminalhörspiel – BR)
- 1979–80: Jaroslav Hašek: Prager Geschichten – Bearbeitung und Regie: Dieter Munck (Hörspielbearbeitungen, Kurzhörspiele – HR)
  - 1979: Wie man in die Zeitung kommt (Frau Kekowa)
  - 1980: Wie man Hamster bekämpft (Dienstmädchen Anna)
  - 1980: Wie man seinen Mitarbeiterstab reduziert (Mutter Klofanda)
  - 1980: Wie man Polizisten schult (Braunova)
- 1981: Andreas Eicke: Endlose Hilfe (Frau Phillip) – Regie: Dieter Munck (Originalhörspiel, Kurzhörspiel, Science-Fiction-Hörspiel – HR)
- 1981: Anneliese Steinhoff: Sarah schichtet Trauerpost in einen grünen Kasten. Eine Funkerzählung – Regie: Peter M. Preissler (Hörspiel – BR)
- 1981: Anke Beckert: Das Telefonspiel (Telefonistin) – Regie: Anke Beckert (Hörspiel – BR)

Quelle: ARD-Hörspieldatenbank